# 白邊霞鯊
白邊霞鯊（學名：Centroscyllium ritteri）是霞鯊屬下一種所知甚少的深海鯊魚，分佈在介乎北緯35°至32°的西北太平洋，是日本的特有種。牠們可以生長達43厘米，是卵胎生的。